# Бааде (місячний кратер)
Кра́тер Ба́аде (лат. Baade) — метеоритний кратер, розташований поблизу південно-західного лімбу видимого боку Місяця. Назва дана на честь німецького астронома і астрофізика Ва́льтера Ба́аде (1893—1960) й утверджена Міжнародним астрономічним союзом у 1964 році. Утворення кратера відбулось у пізньоімбрійському періоді.

## Опис кратера

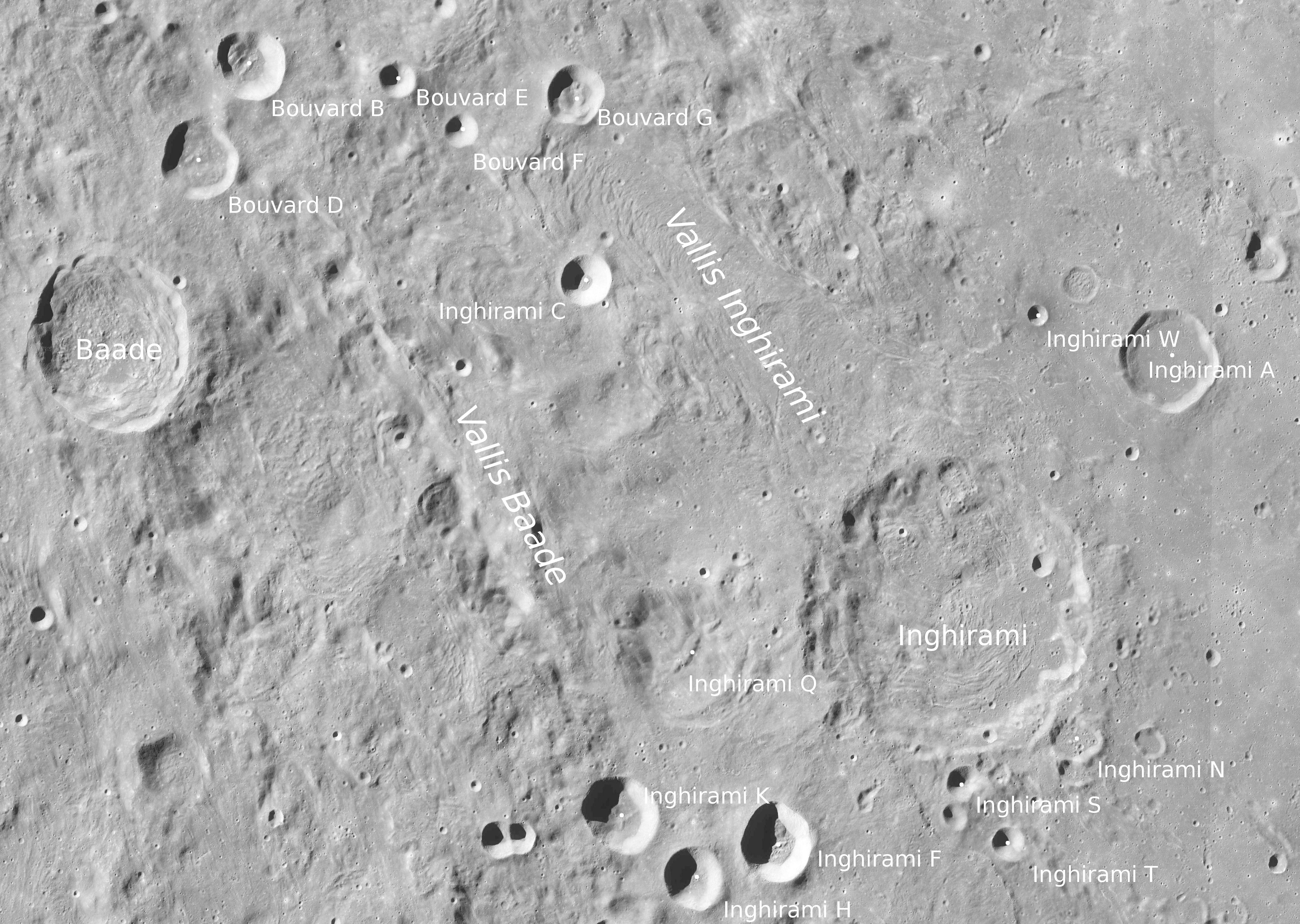
Околиці кратера Бааде. Світлина зонда Lunar Reconnaissance Orbiter.

Кратер знаходиться на південному заході від гігантського бассейну Моря Східного, трохи південно-східніше від місця з'єднання долини Бувара і долини Бааде. Найближчим сусідом кратера є кратер Інгірамі на сході південному сході. Селенографічні координати центру кратера — 44°45′ пд. ш. 82°02′ зх. д. / 44.75° пд. ш. 82.03° зх. д., діаметр — 58 км, глибина — 5,2 км.
Вал кратера майже правильної циркулярної форми, має гостру крайку, практично не зазнав руйнувань. Висота валу над навколишньою місцевістю сягає 1170 м, об'єм кратера становить приблизно 2500 км³. Внутрішній схил валу має дещо терасоподібну структуру. Дно чаші кратера є нерівним, чашоподібним без плоскої частини. Центральний пік відсутній.
До отримання власної назви у 1964 році кратер позначався як Інгірамі D (у системі позначень так званих сателітних кратерів, розташованих в околицях більшого кратера, що має власну назву).
Сателітні кратери відсутні.